# Buthus intermedius
Espèce
Synonymes
- Androctonus tunetanus intermedius Ehrenberg, 1829

Buthus intermedius est une espèce de scorpions de la famille des Buthidae.

## Distribution
Cette espèce est endémique du Yémen. Elle se rencontre vers Al Luhayyah.

## Systématique et taxinomie
Cette espèce a été décrite sous le protonyme Androctonus tunetanus intermedius par Ehrenberg en 1829. Elle est placée en synonymie avec Androctonus tunetanus par Gervais en 1844 puis avec Buthus intumescens par Kovařík en 2006. Elle est relevée de synonymie par Lourenço en 2008.

## Publication originale
- Hemprich & Ehrenberg, 1829 : « Vorlaufige Uebersicht der in Nord-Afrika und West-Asien einheimischen Skorpione und deren geographischen Yerbreitung. » Verhandungen der Gesellschaft Naturforschende Freunde in Berlin, vol. 1, no 6, p. 348-362.